# نمسشور
نَمْسَشُور (بالرومانية: Nemțișor) من روافد نهر نمس في رومانيا؛ يأتيه من الشِّمال، ويصب فيه عند قرية لنكة في بلدية ونطور نمس، وطوله نحو خمس وعشرين كيلومترا.